# Комарицкий, Иринарх Андреевич
Иринарх Андреевич Комари́цкий (1891—1971) — советский конструктор стрелкового оружия. Лауреат двух Сталинских премий.

## Биография
Родился в Туле в 1891 году в семье приказчика.
В 1908 году окончил Тульское ремесленное училище, где остался работать мастером. В 1910 году поступил в Тульскую оружейную школу (впоследствии, после нескольких преобразований — Тульский артиллерийский инженерный институт). После её окончания был назначен в ней на должность младшего учителя с 8 ноября 1913 года с денежным содержанием 300 рублей в год и в течение пяти лет вёл курс ручного огнестрельного и холодного оружия.
В годы первой мировой войны под его руководством ученики Тульской оружейной школы в мастерской ремонтировали повреждённое в ходе боевых действий отечественное оружие. А на базе тульского отделения Московского окружного арсенала, также под непосредственным руководством Комарицкого, принимали участие в изготовлении частей траншейных орудий ближнего боя системы Лихонина (первые миномёты), изучали новый на тот момент образец оружия — пулемёт «Льюис» и производили консервацию захваченного русскими солдатами в качестве трофеев иностранного оружия. За это в августе 1915 года он был награждён малой серебряной медалью с надписью «За усердие» для ношения на груди на Станиславской ленте. А ещё через год (16 октября 1916 года) приказом начальника артиллерии Московского военного округа младший учитель Тульской оружейной школы оружейный мастер I-го разряда И. А. Комарицкий был переименован в кандидаты на классную должность.
В 1918 году перешёл на оружейный завод заместителем начальника опытной мастерской, а в 1926 году был направлен в Совет военной промышленности. Находясь на различных руководящих должностях, активно занимался изобретательской работой.
Был откомандирован в Ижевск, где принимал участие в создании первых советских мотоциклов. В 1929 году принял участие в мотопробеге на мотоцикле ИЖ-3, который сам и собрал. Во время пробега в мотоцикле прогорел поршень, в ближайшей деревенской кузнице Иринарх Андреевич отковал его и нагнал своих товарищей.
 Первой серьёзной работой Комарицкого стало участие в модернизации трёхлинейной винтовки образца 1891 года Мосина. Конкретно — принципиальное изменение способа крепления штыка винтовки. Ранее штык крепился при помощи поворачивающегося хомутика, который быстро расшатывался, создавая поперечную качку и, как следствие, низкую кучность стрельбы. Вместо поворачивающегося хомутика была установлена надёжная пружинная защёлка. После этой и других доработок винтовка получила наименование — 7,62-мм винтовка образца 1891/1930 годов.
Следующая работа И. А. Комарицкого поставила его имя в один ряд с имена выдающихся советских оружейников: Ф. В. Токарева, В. А. Дегтярёва, В. С. Владимирова и других. В содружестве со Шпитальным в «Проектно-конструкторском бюро (ПКБ) ручного оружия при Первых оружейных заводах СССР в Туле» (ныне ГУП «Конструкторское бюро приборостроения», Тула) был создан 7,62-мм авиационный скорострельный пулемёт системы Шпитального-Комарицкого образца 1932 года (ШКАС). Практически все находившиеся в то время на вооружении Красной Армии самолёты оснащались ШКАСами. Спаренный ШКАС размещался на танках, на бронепоездах, на торпедных катерах Г-5 и Д-3..
 ШКАС создавался целым коллективом конструкторов и оружейников, который возглавлял начальник ПКБ П. П. Третьяков. В состав этого коллектива входил и Ф. В. Токарев. Вклад Комарицкого состоял в том, что, являясь опытным конструктором стрелкового оружия и классным технологом, он разработал технологический процесс изготовления пулемёта. Руководитель проекта Б. Г. Шпитальный, будучи человеком принципиальным, внёс в название пулемёта имя Комарицкого.
Пулемет Шпитального-Комарицкого оказался удачной конструкцией, на основе которой позднее были созданы крупнокалиберный пулемет ШВАК, скорострельная авиационная пушка ШВАК и на ее основе автоматическая танковая пушка ТНШ.
15 мая 1937 года Б. Г. Шпитальный и И. А. Комарицкий в рамках конкурса представили скорострельный пулемет УльтраШКАС, который стал дальнейшим развитием конструкции ШКАС. Применение принципа подвижного ствола позволило достичь скорострельности 2800—3000 выстрелов в минуту. Принят на вооружение модифицированный пулемёт УльтраШКАС в турельном варианте, который производился малыми партиями. Однако массовое производство было признано нецелесообразным из-за низкой надёжности пулемета. В 1939 году производство прекращено.
Затем, совместно с В. А. Дегтярёвым, Комарицкий разработал дисковый магазин ёмкостью 72 патрона к пистолетам-пулемётам Дегтярёва и Г. С. Шпагина.
Следующим шагом в деле создания образцов вооружения стало участие Комарицкого в создании 37-мм авиадесантной пушки образца 1944 года. Кроме этого, в годы Великой Отечественной войны он занимался организацией массового производства для фронта авиационного стрелково-пушечного вооружения.
Умер 28 августа 1971 года. Похоронен в Москве на Химкинском кладбище.

## Разработки
- Участие в работах по модернизации винтовки Мосина[3].
- Участие в работах по созданию авиапулемёта ШКАС.
- Участие в создании первых советских мотоциклов ИЖ.
- Участие в работах по созданию дискового магазина к ППД-40 и ППШ-41[4].
- Участие в работах по созданию 37-мм авиадесантной пушки образца 1944 года.
- Участие в работах по созданию 37-мм автоматической зенитной пушки 100-К.
- Протезы для инвалидов войны.

## Награды и премии
- Сталинская премия I степени (14 марта 1941) — за разработку новых типов авиавооружения
- Сталинская премия III степени (1946) — за разработку новой конструкции протеза ноги
- два ордена Трудового Красного Знамени
- орден Красной Звезды
- медали, в том числе «За трудовую доблесть» (14.01.1940 — «за успешное выполнение задания правительства в области улучшения вооружения Красной Армии»)

## Справочный материал
Во многих источниках, вернее — почти во всех, ошибочно указывается, что И. А. Комарицкий в 1910 году поступил в Тульскую оружейно-техническую школу (ТОТШ). Это принципиальная ошибка. В 1910 году И. А. Комарицкий поступил в Тульскую оружейную школу (ТОШ). Трудно сказать, по какой причине такая ошибка стала возможной. Тульская оружейная школа и Тульская оружейно-техническая школа — этапы преобразований одного военно-учебного заведения страны — Тульского артиллерийского инженерного института.

Тульская оружейная школа (ТОШ) — это военно-учебное заведение артиллерийского ведомства царской России, просуществовавшее с 1869 по 1919 годы и в 1919 году преобразованное в Тульские оружейно-технические курсы. Эти же курсы, в свою очередь, были преобразованы в Тульскую оружейно-техническую школу РККА в 1921 году, которая носила своё название до 1937 года, пока не была в указанный год преобразована в Тульское оружейно-техническое училище.